# 2011. évi téli európai ifjúsági olimpiai fesztivál
A 2011. évi téli európai ifjúsági olimpiai fesztivált hivatalos nevén a X. téli európai ifjúsági olimpiai fesztivál egy több sportot magába foglaló nemzetközi sportesemény, melyet 2011. február 13. és 18-a között rendeztek Csehországban, Liberecben és a környező hegyvidéki üdülőövezetben.

## A versenyek helyszínei
- Ještěd - alpesisí és északi összetett.
- Ještěd-i síugrósánc - síugrás.
- Vesec - sífutás és északi összetett.
- Tipsport Aréna - jégkorong.
- Svijanská Arena - műkorcsolya.
- Rejdice sportközpont - hódeszka.
- Břízky - biatlon.

## Részt vevő nemzetek
Az alábbi 44 nemzet képviseltette magát a sporteseményen:
- Albánia (2)
- Andorra (4)
- Ausztria (41)
- Belgium (2)
- Bosznia-Hercegovina (10)
- Bulgária (21)
- Ciprus (2)
- Csehország (61)
- Dánia (3)
- Észtország (19)
- Fehéroroszország (19)
- Finnország (55)
- Franciaország (42)
- Görögország (14)
- Grúzia (6)
- Hollandia (5)
- Horvátország (11)
- Izland (11)
- Írország (3)
- Lengyelország (32)
- Lettország (44)
- Liechtenstein (4)
- Litvánia (14)
- Luxemburg (2)
- Észak-Macedónia (3)
- Magyarország (7)
- Moldova (2)
- Monaco (1)
- Montenegró (4)
- Egyesült Királyság (16)
- Németország (35)
- Norvégia (31)
- Olaszország (42)
- Oroszország (61)
- Örményország (10)
- Románia (29)
- Spanyolország (5)
- Svájc (59)
- Svédország (22)
- Szerbia (6)
- Szlovákia (50)
- Szlovénia (33)
- Törökország (31)
- Ukrajna (38)

Azerbajdzsán, Izrael, Málta, Portugália és San Marino nem vett részt a fesztiválon.

## Versenyszámok
| Versenyszámok a 2011. évi téli európai ifjúsági olimpiai fesztiválon |       |     |        |          |
| Sportág, szakág                                                      | férfi | női | vegyes | összesen |
| Alpesisí                                                             | 2     | 2   | 1      | 5        |
| Biatlon                                                              | 2     | 2   | 1      | 5        |
| Északi összetett                                                     | 2     |     |        | 2        |
| Hódeszka                                                             | 2     | 2   |        | 4        |
| Jégkorong                                                            | 1     |     |        | 1        |
| Műkorcsolya                                                          | 1     | 1   |        | 2        |
| Sífutás                                                              | 3     | 3   | 1      | 7        |
| Síugrás                                                              | 2     |     |        | 2        |
|                                                                      |       |     |        |          |
| Összesen                                                             | 15    | 10  | 3      | 28       |

## Menetrend
A 2011. évi téli európai ifjúsági olimpiai fesztivál menetrendje:
| ● | Nyitóünnepség | ● | Versenynapok | ● | Döntők | ● | Záróünnepség |

| Február             | Február             | 13 | 14 | 15 | 16 | 17 | 18 | Versenyszámok |
| ------------------- | ------------------- | -- | -- | -- | -- | -- | -- | ------------- |
| Ünnepségek          | Ünnepségek          | ●  |    |    |    |    | ●  |               |
| Alpesisí            | Alpesisí            |    | 1  | 1  | 1  | 1  | 1  | 5             |
| Biatlon             | Biatlon             |    |    | 2  | 2  |    | 1  | 5             |
| Északi összetett    | Északi összetett    |    |    | 1  |    | 1  |    | 2             |
| Hódeszka            | Hódeszka            |    |    | 2  |    | 2  |    | 4             |
| Jégkorong           | Jégkorong           |    | ●  | ●  | ●  | ●  | 1  | 1             |
| Műkorcsolya         | Műkorcsolya         |    | ●  |    | 2  |    |    | 2             |
| Sífutás             | Sífutás             |    | 2  | 2  |    | 2  | 1  | 7             |
| Síugrás             | Síugrás             |    |    | 1  |    | 1  |    | 2             |
| Összes aznapi döntő | Összes aznapi döntő |    | 3  | 9  | 5  | 7  | 4  | 28            |

## Éremtáblázat
| A 2011. évi téli európai ifjúsági olimpiai fesztivál éremtáblázata | A 2011. évi téli európai ifjúsági olimpiai fesztivál éremtáblázata | A 2011. évi téli európai ifjúsági olimpiai fesztivál éremtáblázata | A 2011. évi téli európai ifjúsági olimpiai fesztivál éremtáblázata | A 2011. évi téli európai ifjúsági olimpiai fesztivál éremtáblázata | Olimpia  |
| ------------------------------------------------------------------ | ------------------------------------------------------------------ | ------------------------------------------------------------------ | ------------------------------------------------------------------ | ------------------------------------------------------------------ | -------- |
|                                                                    | Ország                                                             | Arany                                                              | Ezüst                                                              | Bronz                                                              | Összesen |
| 1.                                                                 | Németország                                                        | 6                                                                  | 5                                                                  | 5                                                                  | 16       |
| 2.                                                                 | Norvégia                                                           | 5                                                                  | 4                                                                  | 6                                                                  | 15       |
| 3.                                                                 | Svédország                                                         | 4                                                                  | 1                                                                  | 1                                                                  | 6        |
| 4.                                                                 | Finnország                                                         | 3                                                                  | 3                                                                  | 2                                                                  | 8        |
| 5.                                                                 | Olaszország                                                        | 2                                                                  | 3                                                                  | 1                                                                  | 6        |
| 6.                                                                 | Oroszország                                                        | 2                                                                  | 2                                                                  | 4                                                                  | 8        |
| 7.                                                                 | Csehország                                                         | 2                                                                  | 0                                                                  | 0                                                                  | 2        |
| 8.                                                                 | Ausztria                                                           | 1                                                                  | 3                                                                  | 3                                                                  | 7        |
| 9.                                                                 | Svájc                                                              | 1                                                                  | 2                                                                  | 3                                                                  | 6        |
| 10.                                                                | Szlovénia                                                          | 1                                                                  | 2                                                                  | 0                                                                  | 3        |
| 11.                                                                | Lengyelország                                                      | 1                                                                  | 0                                                                  | 0                                                                  | 1        |
| 12.                                                                | Franciaország                                                      | 0                                                                  | 2                                                                  | 2                                                                  | 4        |
| 13.                                                                | Belgium                                                            | 0                                                                  | 1                                                                  | 0                                                                  | 1        |
| 14.                                                                | Szlovákia                                                          | 0                                                                  | 0                                                                  | 1                                                                  | 1        |
|                                                                    |                                                                    |                                                                    |                                                                    |                                                                    |          |
| Összesen                                                           | Összesen                                                           | 28                                                                 | 28                                                                 | 28                                                                 | 84       |